# Protestantische Kirche (Dierbach)
Die spätgotische Dorfkirche St. Anna ist das Wahrzeichen des Ortes Dierbach in Rheinland-Pfalz.

## Lage
Die Kirche befindet sich in der örtlichen Kirchgasse 5.

## Geschichte
Die Kirche wurde zwischen 1502 und 1513 von Hensel Ryel von Barbelroth und seiner Hausfrau Margaretha zu Ehren der heiligen Anna erbaut. Das Bauwerk ist im Stil der Spätgotik der bayerischen Schule errichtet.
Im Jahre 1606, nachdem die Kirche im 16. Jahrhundert evangelisch wurde, wurden die Langhausfenster vergrößert.

## Architektur
Der Chor der schlichten Kirche ist mit einem Netzgewölbe versehen, dessen Rippen über unterschiedlich gestalteten Konsolen aufwachsen. Die Chorfenster aus der Spätgotik besitzen reiches Maßwerk mit unterschiedlichen Formen.

## Ausstattung
Die Ausstattung der Kirche aus der Barockzeit ist vollständig erhalten.